# 8121 Altdorfer
8121 Altdorfer è un asteroide della fascia principale. Scoperto nel 1960, presenta un'orbita caratterizzata da un semiasse maggiore pari a 2,2372806 UA e da un'eccentricità di 0,1017772, inclinata di 2,68594° rispetto all'eclittica.